# ويليام بال (ممثل)
ويليام بال (بالإنجليزية: William Ball)‏ هو مخرج وممثل أمريكي، ولد في 28 أبريل 1931 بشيكاغو في الولايات المتحدة، وتوفي في 30 يوليو 1991 بلوس أنجلوس في الولايات المتحدة. من الجوائز التي نالها جائزة مكتب الدراما للمخرج المتميز ‏ وDrama Desk Award ‏.

## جوائز وترشيحات
جوائز
- جائزة مكتب الدراما للمخرج المتميز [الإنجليزية]‏
- Drama Desk Award [الإنجليزية]‏

ترشيحات
- جائزة توني لأفضل إخراج مسرحي [الإنجليزية]‏ (1965)

## وصلات خارجية
- ويليام بال على موقع IMDb (الإنجليزية)
- ويليام بال على موقع قاعدة بيانات برودواي على الإنترنت (الإنجليزية)
- ويليام بال على موقع قاعدة بيانات الفيلم (الإنجليزية)